# مقاطعة فيروز أباد
مقاطعة فيروز آباد (بالفارسية: شهرستان فیروزآباد) هي إحدى مقاطعات في محافظة فارس في إيران. مركز مقاطعة فيروز آباد هو مدينة فيروز آباد.